# Автомагістраль М3 (Велика Британія)
Автомагістраль M3 — автомагістраль в Англії від Санбері-он-Темз, Суррей, до Істлі, Гемпшир; на відстані приблизно 95 км. Маршрут містить міський район Олдершот, Бейсінгсток, Вінчестер і Саутгемптон.
Вона була побудована як подвійна трисмугова автомагістраль, за винятком її двосмугової ділянки між розв’язкою 8 (A303) і розв’язкою 9. Автомагістраль відкривалася поетапно, починаючи від Лайтвотер / Бегшот до Пофема в 1971 році до Вінчестера і Отерборн-Гілл в 1995 році. Останні етапи викликали спротив з боку екологічних кампаній по всій Британії через те, що він прорізав лісистий Твіфорд-Даун; відбулися численні протести на дорозі, які затримали її відкриття. Подібних протестів вдалося уникнути на майже паралельній трасі А3 завдяки будівництву тунелю Гіндгед. З моменту завершення автомагістраль стала артерією на заході та середніх ділянок Південного узбережжя та острова Вайт, у тому числі для туризму. Найближчі до автомагістралі великі населені пункти обслуговуються залізницею, яка також використовується для поїздок, але вони відносно розрізнені. Рух на трасі М3 супроводжується затримками та заторами на її найбільш завантажених ділянках поблизу гарячих точок для поїздок і під час святкових періодів. У 2017 році дорогу від Чертсі до Фліта було перетворено на розумну автомагістраль, перетворивши узбіччя на постійну четверту смугу з аварійними зупинками.

## Історія

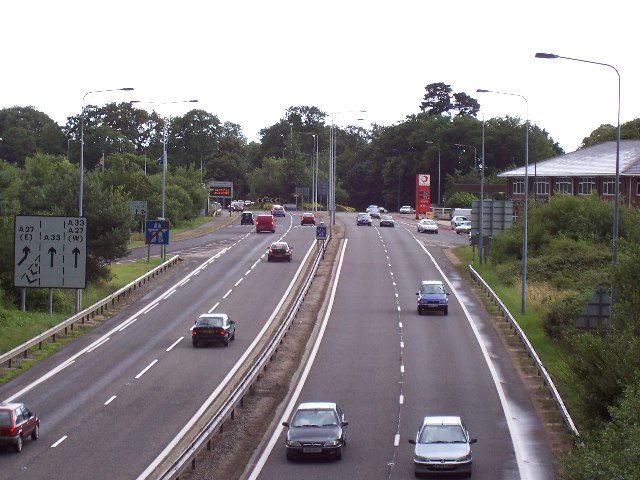
Південний кінець M3 зустрічається з A33 у Саутгемптоні

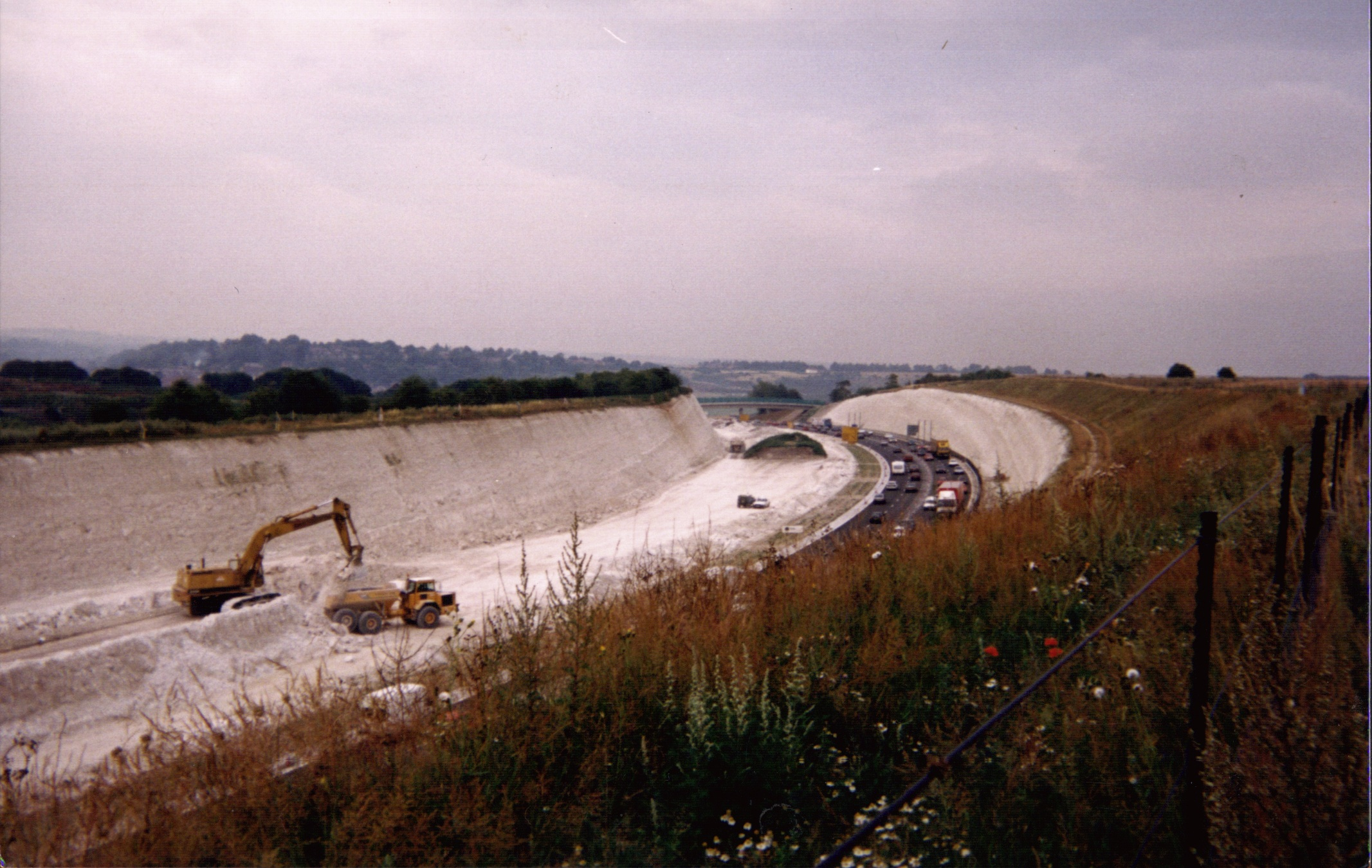
M3 будується в Twyford Down

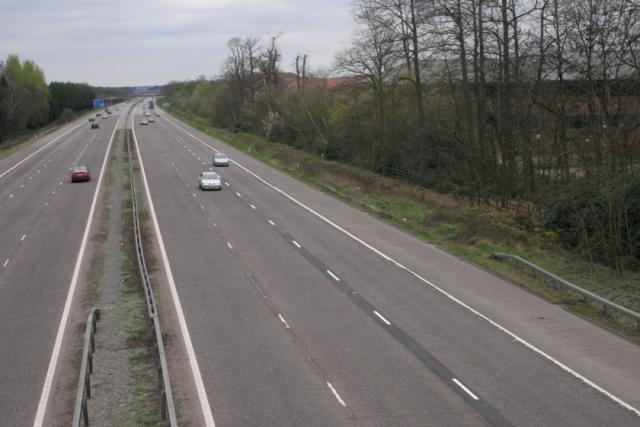
Автомагістраль М3 на Фліт

Спочатку автомагістраль була схвалена як «автомагістраль від Лондона до Бейсінгстока» із затримками через фінансування розширення до Саутгемптона, дорогу було побудовано, щоб розвантажити дві магістральні дороги з однією проїжджою частиною, які були перевантажені.
У 1967 році ділянки A33 від Пофема, Гемпшир, до північно-східної точки Вінчестерської об’їзної дороги були розширені до подвійних проїжджих частин; це лише частково пом'якшило зростання заторів, особливо у Вінчестері, що призвело до того, що південна фаза отримала схвалення.

### Східна ділянка
Східна ділянка, від Санбері-он-Темз у Сурреї до Пофема біля Бейсінгстока, була відкрита на секції: спочатку секція Гемпшира в 1971 році, а потім секція Суррея в 1974 році.  Вартість першого етапу становила 46 мільйонів фунтів.  Завершені дорожні акти були продовженням A316 Country Way, швидкісної трисмугової дороги від Apex Corner, Hanworth, у Великому Лондоні до Санбері-он-Темз.
Ця ділянка є одним із п’яти маршрутів у південну половину Лондона, які досягають Внутрішнього Лондона принаймні дорогою з двома проїжджими частинами або двосторонньою дорогою, іншими є A3 (M), A30/A4, M20 і A2 . Однак приблизно за одну милю до Внутрішнього Лондона він поєднується з маршрутами A30 і M4.

### Південна ділянка
У 1971 році було проведено перше публічне розслідування щодо «Автомагістралі M3 Лондон – Бейсінгсток: розширення від Пофема до Комптона», яке було зосереджено на ділянці, що проходить повз Вінчестер, після чого міністерству було доручено переглянути пропозиції та провести консультації щодо них. Друге публічне розслідування було проведено в 1976–77 роках. Попереднє рішення про маршрут автомагістралі через або вздовж водних лугів між пагорбом Святої Катерини та компактним соборним містом було знову відкрите, і під час річного розслідування директор Вінчестерського коледжу був примусово вигнаний разом з іншими за спричинення заворушень.